# Ctenogobius clarki
Ctenogobius clarki är en fiskart som beskrevs av Barton Warren Evermann och Shaw 1927. Ctenogobius clarki ingår i släktet Ctenogobius och familjen smörbultsfiskar. Inga underarter finns listade i Catalogue of Life.